# Cutulau
Cutulau (Kutulau, Kutulao) ist eine osttimoresische Aldeia im Suco Leorema (Verwaltungsamt Bazartete, Gemeinde Liquiçá). 2015 lebten in der Aldeia 133 Menschen.

## Geographie und Einrichtungen
Cutulau liegt im Nordwesten des Sucos Leorema. Östlich befindet sich die Aldeia Bucumera und südlich die Aldeias Baura und Urema. Im Norden grenzt Cutulau an den Suco Fatumasi und im Osten an den Suco Metagou. Das Zentrum bildet der Foho Cutulau (1378 m), der höchste Berg der Gemeinde Liquiçá.  Im Südosten der Aldeia entspringt der Pahiklan, ein Quellfluss des Rio Comoro.
Auf dem Gipfel des Cutulau befindet sich eine Sendeanlage der Telkomcel. Der Ort Cutulau liegt am Osthang des Berges.

## Politik
2023 wurde Agostinho dos Santos zum Chefe de Aldeia gewählt.